# Lectio Divina
A Lectio Divina egy 2000-ben indult teológiai könyvsorozat, mely az idehaza kevéssé ismert ókori és középkori egyházi irodalom latin nyelvű műveiből merít magyar nyelven.

## Koncepciója, története
Célkitűzése szerint a szövegközléseket szakavatott tudósok alapos kritikai jegyzeteivel adja közre. Forrásközléseken túl a témakörrel (a bibliai irodalmat is beleértve) foglalkozó magyar és külföldi tanulmányokat is megjelentet.
A sorozat gazdája a bakonybéli Szt. Mauríciusz Monostor bencés kiadó, társkiadója 2005-től a L'Harmattan. Az első kötet 2000-ben a Szt. Mauriciusz Cella (Bakonybél) kiadásában látott napvilágot, a következőre 2005-ben került sor, megváltozott kiadói névvel, ill. társkiadóval.

## Megjelent kötetek

### Ókeresztény művek fordításai
- Evagriosz Pontikosz a gondolatokról; ford., tan. Baán Izsák; Szt. Mauríciusz Monostor–L'Harmattan, Bakonybél–Bp., 2006 ISBN 963 9683 54 X, 152 p.
- Euagrios Pontikos: Eulogioshoz; ford., bev., jegyz. Bara Péter; Szt. Mauríciusz Monostor–L'Harmattan, Bakonybél–Bp., 2012 ISBN 978-963-236-430-8, 82 p.
- Heidl György: A Jelenlét vonzásában. Szent Ambrus Izsákról és a lélekről. Bevezető, fordítás és kommentár; Szt. Mauríciusz Monostor–L'Harmattan, Bakonybél–Bp., 2012 ISBN 978-963-236-612-8, 140 p.

### Középkori művek fordításai
- A remeteélet iskolájában. Válogatott források és tanulmányok; szerk. Baán Izsák, Xeravits Géza; Szt. Mauríciusz Monostor–L'Harmattan, Bakonybél–Bp., 2005, ISBN 963 7343 22 9, 102 p.
- Clairvaux-i Szent Bernát: Az alázat és a gőg fokairól / A megtérésről; ford. Sulyok Ignác, Baán Izsák, Farkasfalvy Dénes; Szt. Mauríciusz Monostor–L'Harmattan, Bakonybél–Bp., 2008, ISBN 978 963 236 083 6, 116 p.
- Salernói János: Szent Odó élete; ford., bev., jegyz. Sághy Marianne; Szt. Mauríciusz Monostor–L'Harmattan, Bakonybél–Bp., 2009, ISBN 978-963-7343-06-3, 119 p.
- Rievaulxi Boldog Eldréd: A tizenkét éves Jézusról és Oratio pastoralis / A tizenkét éves Jézusról / Lelkipásztorok imája; ford., bev. Horváth Olga; Szt. Mauríciusz Monostor–L'Harmattan, Bakonybél–Bp., 2009, ISBN 978-963-7343-50-6, 58 p.
- Kezdet és vég. Poetovio-i Victorinus a Teremtés könyvéről és a Jelenések könyvéről; Jelenések könyve kommentárford. Kelemenné Kézi Zsuzsanna, ford., bev. Heidl György; Szt. Mauríciusz Monostor–L'Harmattan, Bakonybél–Bp., 2017, ISBN 9789634142812

### Tanulmányok
- IV. Ignátiosz: A feltámadás és a modern ember; ford. Jeviczki Ferenc; Szt. Mauriciusz Cella, Bakonybél, 2000 (Lectio divina)
- André Louf: Keresztút a Kolosszeumban; ford. Szita Bánk; Szt. Mauríciusz Monostor–L'Harmattan, Bakonybél–Bp., 2006
- Xeravits Géza: Zsoltártanulmányok. 1. A Zarándokénekek (Zsolt. 120-134); Szt. Mauríciusz Monostor–L'Harmattan, Bakonybél–Bp., 2006
- "Adj áldást atya!" Találkozások huszadik századi görög ortodox atyákkal; szerk., ford. Nacsinák Gergely András; Szt. Mauríciusz Monostor–L'Harmattan, Bakonybél–Bp., 2007
- Simon T. László: Hozzatok szavakat magatokkal! Közelítések a zsoltárokhoz; Szt. Mauríciusz Monostor–L'Harmattan, Bakonybél–Bp., 2007
- Simon T. László: Nem írnokok, hanem írástudók. Közelítések a szinoptikus evangéliumokhoz; Szt. Mauríciusz Monostor–L'Harmattan, Bakonybél–Bp., 2008
- Simon T. László: Az üdvösség mint esély és talány. Közelítések a Márk-evangéliumhoz; Szt. Mauríciusz Monostor–L'Harmattan, Bakonybél–Bp., 2009
- Gerhard Lohfink: A Miatyánk új értelmezésben; ford. Mohácsi Péter, Czopf Tamás, Czopf-Danz Eszter; Szt. Mauríciusz Monostor–L'Harmattan, Bakonybél–Bp., 2017
- Wolf Notker: Szánj időt magadra, hogy életed legyen; Szt. Mauríciusz Monostor–L'Harmattan, Bakonybél–Bp., 2017
- Baán Izsák: Csendhez szokott szív. Tíz szó a benedeki hagyományból; Szt. Mauríciusz Monostor–L'Harmattan, Bakonybél–Bp., 2018
- Simon T. László: Szavad megnyílása fény; Szt. Mauríciusz Monostor–L'Harmattan, Bakonybél–Bp., 2018